# 大江千里のSUZUKI STATIONKIDS
『大江千里のSUZUKI STATION KIDS』（おおえせんりのスズキステーションキッズ）は、FM東京（TOKYO FM）制作、JFN系列全国ネットで放送されたラジオ番組である。
パーソナリティは大江千里。番組名にもあるとおりスズキの一社提供番組であった。

## 放送日時
1989年4月2日から1994年3月27日まで、毎週日曜16:00 - 16:55

## 概要
大江千里がリスナーからの葉書によるトークや、ゲストを迎えてのトーク、ショートストーリー（ミニドラマ）や洋邦問わず音楽などで綴る内容である。
タイトルは大江のファンクラブの名前と同一である。

## ネット局
★はAMラジオ局
- エフエム東京（TOKYO FM） 制作局
- エフエム北海道
- エフエム青森
- エフエム岩手
- エフエム仙台
- エフエム秋田
- エフエム山形
- ラジオ福島★
- エフエム群馬
- エフエムラジオ新潟
- 富山エフエム放送
- エフエム石川
- 福井エフエム放送
- 長野エフエム放送
- 静岡エフエム放送
- エフエム愛知
- エフエム大阪
- エフエム山陰
- 山陽放送★
- 広島エフエム放送
- エフエム山口
- 四国放送★→エフエム徳島
- エフエム香川
- エフエム愛媛
- 高知放送★→エフエム高知
- エフエム福岡
- エフエム長崎
- エフエム熊本（放送当時はエフエム中九州）
- 大分放送★→エフエム大分
- エフエム宮崎
- エフエム鹿児島（開局前までは空白区だった）
- エフエム沖縄

途中でネットを打ち切った局
- エフエム富士 ( - 1992年3月29日。JFN脱退に伴い)

## その他
- 放送途中にスポンサーであるスズキの小型車、カルタスのCMキャラクターに起用されたこともあった。

## 備考
- スポンサーのスズキは1990年~1991年に大江を起用して「カルタス」のCM（テレビ・ラジオ）に出演し、さらに1989年~1992年には大江のコンサートのオフィシャルスポンサーでもあった。
- 1989年10月10日には、TOKYO FM「FMフェスティバル」（6時間の生ワイド）も大江がパーソナリティーでスズキの一社提供だった。
- この番組から開始された日曜16時台のスズキ提供は2025年4月現在、ももいろクローバーZが担当しており、番組名やパーソナリティーを変えながらも継続中である。
- JFN系列局のうち、三重エフエム放送については自主制作番組である『Sundayときめきステーション』→『おもいっ気りサンデー』を放送していたため、17時台の番組を含め唯一未ネットであった。その後も『SUZUKI ソング・フォー・ラバーズ』→『福山雅治のSUZUKI Talking F.M.』→『ももいろクローバーZのSUZUKI ハッピー🍀クローバー!』に至るまで、未ネットが続いていた。2018年9月をもって『おもいっ気りサンデー』→『radio3 SINGLE TOP 30』を引き継いで放送してきた『radio3 Best Mix Sunday』が終了し、17時台の番組ともどもネットを開始した。

| TOKYO FM（JFN）系 日曜16:00台                    | TOKYO FM（JFN）系 日曜16:00台                          | TOKYO FM（JFN）系 日曜16:00台        |
| 前番組                                           | 番組名                                                 | 次番組                               |
| ------------------------------------------------ | ------------------------------------------------------ | ------------------------------------ |
| AIZAWA SHOKEN PRESENTS 久保田利伸 LAND OF GROOVE | 大江千里のSUZUKI STATION KIDS 【ここからSUZUKI提供枠】 | Original Love SUZUKI SONG FOR LOVERS |